# دوک نیوکم ۳دی
«دوک نیوکم ۳ دی» (انگلیسی: Duke Nukem 3D) یک بازی ویدئویی در سبک تیراندازی اول شخص است که توسط GT Interactive Software و در سال ۱۹۹۶ و در پلت‌فرم‌های نینتندو ۶۴، مایکروسافت ویندوز، اندروید، لینوکس، داس، سگا مگا درایو، و پلی‌استیشن منتشر شده‌است.

## داستان
بازی دارای روایت محدودی است که تنها شامل یک متن مقدمه کوتاه در بخش "راهنما" از منوی اصلی و چند سکانس پس از پایان هر اپیزود می‌شود. داستان دقیقاً پس از اتفاقات بازی دوک نیوکم ۲ آغاز می‌شود، زمانی که دوک با سفینه فضایی خود به زمین بازمی‌گردد. هنگام فرود در لس‌آنجلس برای گذراندن تعطیلات، سفینه او توسط نیروهای ناشناس مورد حمله قرار می‌گیرد. دوک که در حال ارسال سیگنال کمک است، متوجه حمله بیگانگان به لس‌آنجلس و جهش یافتن پلیس‌های شهر می‌شود. با به هم خوردن برنامه‌هایش، دوک تصمیم می‌گیرد هر کاری برای متوقف کردن این حمله انجام دهد.
در اپیزود اول با عنوان "فروپاشی لس‌آنجلس"، دوک در میان شهری ویران شده می‌جنگد. او در یک کلوپ توسط پلیس‌های خوکی دستگیر می‌شود اما از زندان فرار می‌کند. در پایان این اپیزود، دوک یک فرمانده بیگانه را در گسل سن آندریاس شکست می‌دهد و متوجه اسارت زنان توسط بیگانگان می‌شود. مراحل این بخش شامل مکان‌هایی مانند سینما، منطقه خاص شهر، زندان و مرکز زباله‌های هسته‌ای است.
در اپیزود دوم با عنوان "آخرالزمان ماه"، دوک به فضا سفر می‌کند و زنان اسیر شده در ایستگاه‌های فضایی را پیدا می‌کند. او در ماه با کشتی مادر بیگانگان روبرو شده و یک ارباب بیگانه را شکست می‌دهد. بررسی کامپیوتر کشتی نشان می‌دهد که اسارت زنان تنها یک ترفند برای منحرف کردن توجه دوک بوده است.
اپیزود سوم با نام "شهر ترکش" دوک را دوباره به لس‌آنجلس بازمی‌گرداند تا با رهبر بیگانگان به نام امپراتور سیکلوید بجنگد. پس از شکست دادن او، بازی با صحنه‌ای به پایان می‌رسد که دوک اعلام می‌کند پس از استراحت آماده ماجراجویی‌های جدید خواهد بود.
در نسخه توسعه یافته بازی، اپیزود چهارم با عنوان "تولد" اضافه شده که در آن دوک با ملکه بیگانگان و نیروهای جدیدش مبارزه می‌کند. مراحل جدیدی مانند رستوران فست فود، سوپرمارکت و منطقه ۵۱ به بازی اضافه شدند.
نسخه ویژه بیستمین سالگرد، اپیزود پنجمی با نام "نظم جهانی بیگانگان" دارد که دوک را به نقاط مختلف جهان از جمله آمستردام، مسکو و رم می‌برد تا حمله جهانی بیگانگان را متوقف کند. در نهایت او در لس‌آنجلس با رهبر جدید بیگانگان روبرو شده و برای همیشه این تهدید را از بین می‌برد.